# Fjarðabyggð
Fjarðabyggð este o comunitate aflatǎ în estul Islandei, cu o populație de aproximativ 4.600 locuitori (2011). Acesta este un oraș portuar, fiind al zecelea oraș ca mărime din țară. Distanța pânǎ la capitala Reykjavík 700 km. În regiune se construiește o uzinǎ de aluminiu, care va contribui mai substanțial la popopularea Islandei de est.

## Evoluția populației
Populația orașului Fjarðabyggð în anii 2003 - 2013:

## Orașe înfrățite
- Gravelines, Franța
- Jyväskylä, Finlanda
- Stavanger, Norvegia